# رون غريني
رون غريني (بالإنجليزية: Ron Greene)‏ هو مدرب كرة سلة أمريكي، ولد في 1939 في تير هوت في الولايات المتحدة.